# Platycarpum orinocense
Platycarpum orinocense är en måreväxtart som beskrevs av Alexander von Humboldt och Aimé Bonpland. Platycarpum orinocense ingår i släktet Platycarpum och familjen måreväxter.

## Underarter
Arten delas in i följande underarter:
- P. o. grandiflorum
- P. o. orinocense